# Famille de Camaret
Pour les articles homonymes, voir Camaret.
La famille de Camaret, anciennement Camaret, est une famille de la noblesse française subsistante originaire du Comtat Venaissin. 
Elle compte parmi ses membres des consuls, trois docteurs en droit civil, un lieutenant des maréchaux de France, un diplomate, un sportif, une journaliste.

## Histoire
Gustave Chaix d'Est-Ange écrit que le nom de cette famille est assez répandu dans sa région, qu'elle est originaire de Caromb puis Pernes-les-Fontaines au Comtat Venaissin, et qu'elle paraît avoir tiré sa noblesse du grade de docteur en droit civil de l'Université d'Avignon exercé par plusieurs de ses membres. Il ajoute que cette famille ne doit pas être confondue  avec une famille noble du même nom qui possédait le château de Camaret ou Chamaret près de Grignan (Drôme) au Moyen Âge.
Régis Valette retient également le même principe de noblesse. 
En revanche Arnaud Clement ne retient comme actes  recognitifs de noblesse que : Acte constatant la désignation comme lieutenant des maréchaux de France le 30 novembre 1779 (acte recognitif de noblesse). Certificat de noblesse délivré par le secrétariat de la cour suprême de la Rectorerie du Comtat-Venaissin en date du 29 juillet 1779 (acte recognitif de noblesse). 
La famille de Camaret a été admise à l'Association d'entraide de la noblesse française (ANF) en 1984.

## Personnalités
- Sébastien Camaret (1562, 1567, 1579) et le capitaine Charles Camaret (1592), 3e consuls (réservé aux bourgeois et aux marchands[1]) de Carpentras
- Gabriel de Camaret, docteur en droit civil de l'Université d'Avignon en 1635
- Louis de Camaret (1626 en Avignon - 1693 en Avignon), jésuite, écrivain
- Jean-Roger Camaret, 1er consul de Pernes-les-Fontaines, docteur en droit civil de l'Université d'Avignon en 1662
- Noble Denis de Camaret, docteur en droit civil de l'Université d'Avignon en 1691, 1er consul (réservé aux avocats[1]) en 1703 et 1720 de Carpentras
- Messire Joseph de Camaret, 2e consul (réservé aux gentilshommes[1]) en 1730 de Carpentras
- ... de Camaret, lieutenant des maréchaux de France à Apt en 1789
- Michel de Camaret (1915-1987), capitaine, résistant, compagnon de la Libération, consul général à Tanger (1963-1966), ambassadeur représentant permanent de la France auprès du Conseil de l'Europe (1968-1972), consul général à São Paulo (1972-1978), ambassadeur de France en Birmanie (1977-1980), député européen dans le parti du Rassemblement national (1984-1987)
- Régis de Camaret (1942), entraîneur de tennis
- Caroline de Camaret (1970), diplômée de Sciences-Po. Paris, journaliste à France 24 (cheffe du service Europe)[4]

## Alliances
Les principales alliances de la famille de Camaret sont : de Quiquéran-Ventabren, de Millaudon, de Bimard (1880), de Firmas de Periès (1884), de Froment, de Tricaud de la Goutte (1892), de Barruel-Bavas (1892), Blanc de Kirwan (1906), de Monléon (1922), Houitte de La Chesnais (1981), Beth, Bouquin, etc.

## Demeures
- Hôtel de Camaret, construit au XVIIIe siècle, de nos jours hôtel de la sous-préfecture de Carpentras
- Hôtel Madon de Châteaublanc à Avignon, construit au XVIIe siècle, entré dans la famille de Camaret au XIXe siècle

## Armes
Les armes de la famille se blasonnent ainsi : De gueules à un chevron d'or accompagné de trois croissants de même.

## Pour approfondir